# تشياكي كوناكا
تشياكي كوناكا (باليابانية: 小中千昭 كوناكا تشياكي) (بالإنجليزية: Chiaki J. Konakaتشياكي جي كوناكا) هو مؤلف ياباني ولد في 4 أبريل 1961 في طوكيو.

## أعماله في التوكوساتسو
- ألترامان: نحو المستقبل (تأليف الفكرة الأصلية، تأليف النص)
- ألترامان تيغا (تأليف النص)
- ألترامان غايا (تأليف الحبكة)
- ألترا كيو: دارك فانتسي (تأليف النص)
- ألترامان ماكس (تأليف النص)

## أعماله في الأنمي

### مسلسلات أنمي تلفزيونية
- نادي السحر (تأليف الحبكة)
- سيريال اكسبيرمنت لاين (تأليف الحبكة)
- ديفل ليدي (تأليف الحبكة)
- ذا بيغ أو (تأليف الحبكة)
- أبطال الديجيتال الجزء الثاني (تأليف النص: "نداء داغومون")
- أبطال الديجيتال الجزء الثالث (تأليف الحبكة)
- هلسينغ (تأليف الحبكة)
- الفتى أسترو (تأليف النص)
- رازيفون (تأليف النص)
- إيوريكا سفن (تأليف النص: "أوبوزيت فيو"، "تشينج أوف لايف")
- إير جير (تأليف الحبكة)
- صيد الأرواح الإلهية (تأليف الحبكة)
- جي آر: جاينت روبو (تأليف الحبكة)
- فتاة الجحيم: الإبريق ثلاثي القوائم (تأليف النص: "أستاذ الجحيم ضد فتاة الجحيم")

### أوفا أنمي
- نادي السحر (تأليف الحبكة)

### أفلام أنمي
- رحلة كينو: دولة المرض -For You- (تأليف النص)

## أعماله في ألعاب الفيديو
- أليس إن سايبرلاند (تأليف السيناريو)
- سيريال اكسبيرمنت لاين (تأليف السيناريو)